# Dylan Sprayberry
Dylan Sprayberry (Houston, Texas; 7 de julio de 1998) es un actor estadounidense conocido por interpretar al joven Clark Kent en la película de 2013 El hombre de acero y una versión joven del hermano de Blaine, Cooper Anderson, en la serie de FOX Glee. De 2014 a 2017 interpretó a Liam Dunbar en la serie de MTV Teen Wolf.

## Biografía
Sprayberry asistió a la Escuela Primaria West University Elementary School en Houston, Texas, hasta los ocho años cuando su familia se mudó a Los Ángeles, en la que él y su hermana menor, Ellery, han estado trabajando regularmente en la televisión y el cine en los últimos seis años.

### Carrera
Sprayberry comenzó a actuar cuando tenía nueve años de edad, después de que él y su familia se mudaran a Los Ángeles, comenzando como matón en la película The Sunday Man. Ha tenido apariciones especiales en programas como iCarly, Glee, Criminal Minds y MADtv. Tuvo su debut en la pantalla grande en el 2013 en el film El hombre de acero, donde interpreta una versión de 13 años de edad del protagonista Henry Cavill. También es parte de un grupo llamado «Dead TomS». 
Dylan fue elegido para aparecer de forma recurrente en la cuarta temporada de la serie de MTV Teen Wolf interpretando a Liam Dunbar, quien es descrito como un chico con problemas de control de temperamento con destreza atlética envidiable y sin preparación para enfrentarse al mundo sobrenatural. El 24 de julio de 2014, durante la Comic-Con de San Diego, se dio a conocer que fue promovido al elenco principal para la quinta temporada.

## Filmografía
| Cine       | Cine                               | Cine                       | Cine                                                              |
| Año        | Película                           | Papel                      | Notas                                                             |
| ---------- | ---------------------------------- | -------------------------- | ----------------------------------------------------------------- |
| 2007       | The Sunday Man                     | Bully                      |                                                                   |
| 2007       | My father                          | Young Steven               |                                                                   |
| 2008       | Spaced                             | Goat boy                   |                                                                   |
| 2008       | Soccer Mom                         | Sam                        |                                                                   |
| 2009       | The Honeysting                     | Andy Wilder                |                                                                   |
| 2009       | Chasing a dream                    | John Van Horn a los 8 años |                                                                   |
| 2009       | Land of the lost                   | Tar Pits Kid               | Sin acreditar                                                     |
| 2009       | Reconciliation                     | Grant a los 10 años        |                                                                   |
| 2009       | Old Dogs                           | Cute soccer kid            |                                                                   |
| 2009       | The Three Gifts                    | Mike                       |                                                                   |
| 2010       | Seamus and Magellan                | Sam                        |                                                                   |
| 2010       | Bedrooms                           | Max                        |                                                                   |
| 2011       | Spooky buddies                     | Rodney                     |                                                                   |
| 2011       | Shuffle                            | Young Lovell               |                                                                   |
| 2013       | El hombre de acero                 | Clark Kent a los 13 años   |                                                                   |
| 2014       | Cry Of the Butterfly               | Chico sin hogar            |                                                                   |
| 2023       | Sick                               | DJ Cole                    |                                                                   |
| Televisión |                                    |                            |                                                                   |
| Año        | Título                             | Papel                      | Notas                                                             |
| 2008       | iCarly                             | Matthew                    | Episodio: iHave a Lovesick Teacher                                |
| 2008       | MADtv                              | Tyler                      | 1 episodio                                                        |
| 2008       | Criminal Minds                     | Sam Cunningham             | Episodio: Brothers in Arms                                        |
| 2008-09    | Tracey Ullman's State of the Union | Jesse                      | 2 episodios                                                       |
| 2012       | Glee                               | Young Cooper               | Episodio: Big Brother                                             |
| 2012       | Common Law                         | Hunter                     | Episodio: Ride-Along                                              |
| 2014-17    | Teen Wolf                          | Liam Dunbar                | Elenco recurrente (temporada 4); Elenco principal (temporada 5-6) |
| 2018-2020  | Light as a Feather                 | Henry Richmond             | Protagonista, serie de TV                                         |
| 2023       | Catfish: The TV Show               | El mismo                   | Invitado 1 episodio, serie de TV de telerrealidad MTV             |